# Миланка Берберовић
Миланка Берберовић (Шабац, 1. фебруар 1942) српска је костимографкиња. Остварила је више од 200 костимографија у Југославији, Србији и иностранству. Редовни је професор на Факултету примењене уметности Универзитета уметности у Београду од 1997. Декан је истог факултета од 2001. до 2005. Сада је професор емеритус.

## Биографија
Миланка Берберовић је Академију за примењену уметност (сада Факултет примењених уметности) завршила у Београду 1966. у класи професора Павла Васића. Њена ужа уметничка област је сценски костим, али се бави и сценографијом, сликарством и илустрацијом.
У београдској Балетској школи Лујо Давичо Миланка Берберовић предаје историју костима, од 1966. до 1976. године. Истовремено ради као асистент костимограф у Савременом позоришту у Београду. У Београдском драмском позоришту била је костимограф од 1967. до 1982.
Паралелно се бави и савременим одевањем учествујући на многим модним ревијама.
Сценски костим на Факултету примењене уметности почиње да предаје, у звању доцента, 1982. године. После ванредног професора, добија звање редовног професора 1997. године. Продекан за наставу била је у периоду од 1994. до 1996. године а од 2001. до 2005. обављала је дужност декана на истом факултету. На Универзитету уметности у Београду добила је титулу професор емеритус 2010. године.
Од 1988. године Миланка Берберовић сарађује као гостујући професор са универзитетима у САД (Чикаго и Северна Каролина).
Своја дела представила је и на многим колективним изложбама у земљи и иностранству.
Написала је више текстова за каталоге и књиге, затим и уџбеник Историја костима за Балетску школу Лујо Давичо 1979. Илустровала је 15 књига.
Члан је УЛУПУДС-а од 1966. године. Ауторка је књиге Сценски костим – Трагање.

## Костимографије
- Весела удовица, Београдско драмско позориште, Београд, 1979.
- Просјачка опера, Народно позориште, Суботица, 1983.
- Набуко, Народно позориште, Београд, 1987.
- Лучија од Ламермура, Хрватско народно казалиште, Сплит, 1988.
- Сабирни центар, Београдско драмско позориште,, Београд 1989.
- Аида, Народно позориште, Београд, 1990.
- Очеви и оци, Народно позориште, Нови Сад, 1991.
- Атила, Народно позориште, Београд, 1997.
- Трубадур, Опера у Детроиту, САД, 2002.
- Мадам Батерфлај, Опера Мадленианум, 2007.
- Ко се боји Вирџиније Вулф, Шабачко позориште, Шабац, 2008.
- Таленти и обожаваоци, Народно позориште, Београд 2008.

## Самосталне изложбе костима
- 1985. Загреб
- 1991. Београд, Шабац, Нови Сад
- 1992, 1996. и 2002. Блумингтон, САД
- 2000. Вашингтон, САД

## Награда и признања
- Награда за костимографију Јоаким Вујић 1983. и 1995.
- Велика Мајска награда 1989.
- Велика награда Србије за примењену уметност и дизајн 1992.
- Награда Октобарског салона 1993.
- Награда за животно дело 2004.
- Велика плакета са повељом Универзитета уметности у Београду 1995.
- Статуета Јоаким Вујић за изузетан допринос развоју позоришне уметности у Србији, Књажевско-српски театар 2020.[3]